# حمام بغدادي
حمام بغدادي مسرحية تراجدية كوميدية للمخرج العراقي جواد الأسدي.

## أحداث المسرحية
تدور المسرحية حول سائقين ينقلان المسافرين من العاصمة الأردنية عمان إلى بغداد حيث مجيد الاخ الاکبر هو نموذج عن الرجل الانتهازي المتعاون مع الشيطان من اجل کسب رزقه فهو عمل مع النظام السابق للرئيس العراقي الراحل صدام حسين ويعمل الآن مع الامريکيين فيما شقيقه الاصغر حميد هو رجل مسحوق جراء ما وقع عليه من قهر وظلم ابان الحقبتين السابقة والحالية لکنه لا يستطيع الفکاک من العمل مع اخيه رغم انه لا يکسب منه شيئا.